# Selva trágica
Selva trágica (Nederlands: Tragische jungle) is een Mexicaanse film uit 2020, geregisseerd en mede geschreven door Yulene Olaizola met een hoofdrol voor  Indira Rubie Andrewin. De film verkent de gevaren van de jungle en de demon Xtabay uit de Mayamythologie. 
De film ging in première op het Filmfestival van Venetië en is sinds 9 juli 2021 te zien op Netflix. 

## Verhaal
De film speelt zich af in 1920 op de grens van Mexico en Brits-Honduras. Agnes is samen met haar zus en hun gids op de vlucht door de jungle voor een Engelsman die met haar wil trouwen. Wanneer de Engelsman ontdekt dat ze gevlucht is, zint hij op wraak en achtervolgt haar. Na een confrontatie laat hij haar voor dood achter, maar ze overleeft het en wordt gered door een groep Mexicaanse werkers die in de jungle zijn om chicle (een soort natuurlijke kauwgum) uit de Sapodilla te verzamelen. Agnes wekt de nieuwsgierigheid en het verlangen van de mannen, maar ze realiseren zich niet dat ze misschien de Maya-demon Xtabay in hun midden hebben verwelkomd.

## Rolverdeling
| Acteur                     | Personage  |
| -------------------------- | ---------- |
| Indira Rubie Andrewin      | Agnes      |
| Gilberto Barraza           | Ausencio   |
| Mariano Tun Xool           | Jacinto    |
| Eligio Meléndez            | Don Mundo  |
| Gabino Rodríguez           | El Caimán  |
| Shantai Obispo             | Florence   |
| Cornelius McLaren          | Norm       |
| Gildon Roland              | Gildon     |
| Dale Carley                | Cacique    |
| Ian Flowers                | Ian        |
| José Alfredo González Dzul | Campechano |
| Antonio Tun Xool           | Hilario    |
| Eliseo Mancilla            | el Faisán  |
| Marcelino Cobá Flota       | Lazarito   |
| Mario Canché               | Yucatec    |

## Productie
Tijdens het schrijven van het scenario wilde regisseur Olaizola de jungle afbeelden als een levend wezen. Toen ze hoorde over de legende van Xtabay, een Maya-figuur die in de jungle woont en de vorm van een vrouw aanneemt om mannen te verleiden en naar hun ondergang te lokken, wist ze hoe ze daar invulling aan kon geven. De film werd gemaakt met overwegend amateur-acteurs. Regisseur Olaizola omschreef het maken van de film als vermoeiend, omdat ze met 60 mensen moest samenwerken uit verschillende landen die verschillende talen spraken. Om de acteurs te inspireren trad ze in de voetsporen van Werner Herzog, door altijd voor te doen hoe zij het voor zich zag. Actrice Indira Rubie Adrewin vertelde dat ze tijdens het spelen vooral zichzelf kon zijn, en dat de jungle en Xtabay onderdeel zijn van haar cultuur, die ze met deze rol kon delen met de wereld.

## Release
De film ging in première op 9 september 2020 op het Filmfestival van Venetië, waar de film vertoond werd in de Orrizonti-sectie. Later diezelfde maand werd de film eveneens vertoond in de Horizontes Latinos-sectie van het Filmfestival van San Sebastián.
De film is sinds 9 juli 2021 te zien op Netflix.

## Ontvangst

### Recensies
Op Rotten Tomatoes geeft 76% van de 25 recensenten de film een positieve recensie, met een gemiddelde score van 6,50/10. Website Metacritic komt tot een score van 70/100, gebaseerd op 4 recensies, wat staat voor "generally favorable reviews" (over het algemeen gunstige recensies).
De Volkskrant gaf de film 3 uit 5 sterren, en schreef: "Aanvankelijk lijkt Olaizola vooral geïnteresseerd in Agnes’ geschiedenis, maar gaandeweg wordt haar personage gereduceerd tot een demonische femme fatale, wat de zeggingskracht van dit eigenzinnige sprookje aanzienlijk verzwakt. Gelukkig blijft Selva trágica boeien als sfeervolle, broeierige koortsdroom." VPRO Cinema gaf eveneens 3 uit 5 sterren en schreef: "Het koortsdromerige Selva trágica combineert Mayamythologie met maatschappijkritiek in een wat voorspelbaar verhaal over de uitbuiting van vrouw en natuur. De wat onderontwikkelde personages en trage ontwikkelingen worden gecompenseerd door de sterke sfeer en het dito concept."

### Prijzen en nominaties
Een selectie:
| Jaar | Evenement                    | Categorie                | Genomineerde                                                                             | Resultaat   |
| ---- | ---------------------------- | ------------------------ | ---------------------------------------------------------------------------------------- | ----------- |
| 2020 | Venetië (77ste editie)       | Orizzonti-prijs          | Selva trágica                                                                            | Genomineerd |
| 2020 | San Sebastián (68ste editie) | Horizontes Latinos-prijs | Selva trágica                                                                            | Genomineerd |
| 2021 | Ariel (63ste editie)         | Beste film               | Selva trágica                                                                            | Genomineerd |
| 2021 | Ariel (63ste editie)         | Beste regie              | Yulene Olaizola                                                                          | Genomineerd |
| 2021 | Ariel (63ste editie)         | Beste mannelijke bijrol  | Lázaro Gabino Rodríguez                                                                  | Genomineerd |
| 2021 | Ariel (63ste editie)         | Beste debuterend acteur  | Indira Rubie Andrewin                                                                    | Gewonnen    |
| 2021 | Ariel (63ste editie)         | Beste origineel scenario | Yulene Olaizola, Rubén Imaz                                                              | Genomineerd |
| 2021 | Ariel (63ste editie)         | Beste camerawerk         | Sofía Oggioni                                                                            | Genomineerd |
| 2021 | Ariel (63ste editie)         | Beste filmmuziek         | Alejandro Otaola                                                                         | Genomineerd |
| 2021 | Ariel (63ste editie)         | Beste kostuums           | Samuel Conde                                                                             | Genomineerd |
| 2021 | Ariel (63ste editie)         | Beste visuele effecten   | Javier Velázquez Dorantes, Gustavo Bellón Rebolledo, Benoit Mannequin                    | Genomineerd |
| 2021 | Ariel (63ste editie)         | Beste make-up            | Gerardo Muñoz                                                                            | Genomineerd |
| 2021 | Ariel (63ste editie)         | Beste geluid             | José Miguel Enríquez Rivaud, Federico González Jordán, Jaime Baksht, Michelle Cuottolenc | Gewonnen    |
| 2021 | Ariel (63ste editie)         | Beste speciale effecten  | José Martínez, Brenda Almontes Peña, Pabo Vinos                                          | Genomineerd |